# Émile Demoulin
Emile Demoulin (Ham-sur-Heure, 3 augustus 1870 - Monceau-sur-Sambre, 11 september 1948) was een Belgisch senator en burgemeester.

## Levensloop
Demoulin werd in 1912 gemeenteraadslid van Monceau-sur-Sambre. Hij was er burgemeester van 1920 tot 1927 en van 1939 tot 1946. Tijdens de Tweede Wereldoorlog werd hij weliswaar door de bezetter afgezet.
In 1921 werd hij verkozen tot socialistisch senator voor het arrondissement Charleroi en vervulde dit mandaat tot in 1946.
In Monceau-sur-Sambre (Charleroi) is er een Cité Emile Demoulin.